# Carl-Michael Edenborg
Carl-Michael Edenborg (tidigare Strömberg), född 27 oktober 1967 i Linköping, är en svensk idéhistoriker, bokförläggare, författare, översättare och litteraturkritiker.
Edenborg disputerade år 2002 på avhandlingen Alkemins skam. Han grundade Vertigo förlag. Hans litteraturkritik har publicerats främst i Aftonbladet, men han har även publicerat artiklar i bland annat Personhistorisk tidskrift, 90TAL, Samlaren, Res publica och Populär historia.
Edenborg har drivit Stockholmskaféerna Café Edenborg i Gamla stan och Café Sodom på Södermalm.
Edenborg är son till komikern Bernt Dahlbäck, och har varit gift med serietecknaren Loka Kanarp.

## Författarskap
I början av sin författarkarriär var Edenborg verksam i Surrealistgruppen med bland annat Maja Lundgren och Aase Berg, och publicerade erotiska texter under pseudonymen Gunnar Blå. 1994 redigerade han och Berg tidskriften Kalla handen, vilken utkom med endast två nummer. Edenborg har även påståtts ligga bakom författarpseudonymen Anastasia Wahl och den pornografiska bokserien Klitty, men han förnekar själv detta.

Edenborg romandebuterade 2012 med Mitt grymma öde. 2014 blev Alkemistens dotter nominerad till Augustpriset. Juryns motivering löd:
Alkemistens dotter är en gyllene roman om kärlek och död i skarven mellan ett upplyst 1700-tal och ett romantiskt 1800-tal. Den unga Rebis är utvald att finna De vises sten och lösa alkemins gåta. Målet är att förinta världen. Carl-Michael Edenborg har gett fantasin fria händer och skrivit en väl underbyggd och lustfyllt detaljrik roman doppad i upplivad ockultism. Läsaren tar parti för undergången och håller sina tummar för att romanen ska sluta inte med en snyftning utan med en smäll.
År 2014 tilldelades Edenborg Samfundet De Nios Julpris.

## Verklista (urval)
- Ett brott – det är: tankar, fantasier, drömmar, förbannelser och lögner ... ; Octavia (Stockholm 1988)
- Blodstrupe (Stockholm 1989)
- Runornas erotik (Stockholm 1989)
- Gull och mull – den monstruöse Gustaf Bonde, upplysningens fiende i frihetstidens Sverige (Lund 1997)
- Fabian Wilhelm af Ekenstam – romantiker och alkemist; artikel i Personhistorisk tidskrift nr 93 (1997)
- Wallenska vissamlingen och den första svenska pornografin; artikel i Biblis nr 11-12 (2000)
- Alkemins skam – den alkemiska traditionens utstötning ur offentligheten (doktorsavhandling idéhistoria, Stockholms universitet 2002, 2:a utökade utgåvan 2004 på No Fun förlag)
- Skamliga skrifter – Borgströmska eroticasamlingen i Kungl. biblioteket; artikel i Biblis nr 35 (2006)
- Mitt grymma öde (roman om Georg Friedrich Händel); Natur & Kultur (2012)
- Alkemistens dotter (Natur & Kultur 2014)
- Över gränsen och andra erotiska noveller. (Lind & Co 2015)

### Som Gunnar Blå
- Klumpigheten och andra historier (novellsamling), 1999
- Cykelreparatörskan och ytterligare historier (novellsamling), 2003 utgiven på Vertigo förlag.
- Perversioner: 12 noveller om avvikelser (samling, medverkande med en novell), 2003
- Den tredje systern: en svart solskenshistoria, 2005
- Klumpigheten redux, 2007
- Gå ner för trappan, 2007
- Övervakningen: minnet av dig, 2010
- Du äter mitt ansikte: och ännu fler historier, 2012

## Översättningar
- Johannes Franck: Alkemiska skrifter (Stockholm 1992)
- Leopold von Sacher-Masoch: Venus i päls (Stockholm 1993; ny utgåva 2007)
- Paul Nougé: Experimentet fortsätter - texter i urval (Stockholm 1993; tillsammans med Bruno Jacobs)
- Christopher Hitchens: Henry Kissinger inför rätta (Stockholm 2003)
- Guillaume Apollinaire: De elvatusen spöna eller En hospodars älskog (Stockholm 2006)
- Alfred de Musset: Gamiani eller En orgie i två nätter (Sala & Stockholm 2008; även som e-bok)
- Ernesto Laclau & Chantal Mouffe: Hegemonin och den socialistiska strategin (Göteborg & Stockholm 2008)
- Joyce Mansour: Skrik (Sphinx bokförlag, 2015)